# 1922年香港
|        | 香港歷史 \| 香港歷史年表                                                                                                   |
| 世紀： | 19世紀香港 \| 20世紀香港 \| 21世紀香港                                                                                     |
| 年代： | 1890年代香港 \| 1900年代香港 \| 1910年代香港 \| 1920年代香港 \| 1930年代香港 \| 1940年代香港 \| 1950年代香港               |
| 年份： | 1918年香港 \| 1919年香港 \| 1920年香港 \| 1921年香港 \| 1922年香港 \| 1923年香港 \| 1924年香港 \| 1925年香港 \| 1926年香港 |
| 紀年： | 壬戌年（狗年）、香港開埠81周年                                                                                             |

## 大事記
- 救火委員會改組並易名為消防局，正規隊員由1921年的140人增至本年174人。消防總局成立後，設備大為改善，舊式的水龍、水車換成摩托滅火車，同時購置工程車，救生及救火時則改用長梯。[1]
- 政府財政收入為2,229萬港元，支出1,856萬。[1]

### 1月
- 1月2日，香港華商銀行在紐約開設分行，為美國首間華人銀行[1]。
- 1月22日，香港海員舉行大罷工。

### 2月
- 2月21日，九廣鐵路快車在華段被匪徒持械搶劫。[1]
- 2月24日，
  - 猶太裔富商伊利士·嘉道理（英语：Ellis Kadoorie）逝世。
  - 海員梁和開槍擊斃寶泰辦館副司理梁玉堂。

### 3月
- 3月4日——香港發生「沙田慘案」，自3月1日起，香港飲食、運輸、印刷、電訊等各行業工人，為支援海員罷工，相繼罷工，3月3日香港英總督下令戒嚴，不許居民出境、外人入境，渡船亦禁開駛，是日香港工人2,000餘人步行回廣州，行至九龍港附近之沙田，英國軍警向工人開槍射擊，死3人，傷數百人[2]:1502。引起香港華人更大憤怒與恐慌[1]。
- 3月8日——香港海員罷工經過56天之鬥爭，取得完全勝利，3月6日香港英政府被迫取消封閉海員工會和運輸工會之命令，釋放被捕工人，增加工資，撫恤死難者，是日廣州各工團約10萬人集會東校場歡送海員，散會後舉行大游行，沿途陸續有工團加入，游行人數達30餘萬[2]:1503。
- 3月23日——柴價大漲，25斤1港元[1]。

### 4月
- 4月6日，英國王儲愛德華抵港訪問。
- 4月7日，王儲為聖士提反女書院舉行奠基禮。

### 5月
- 5月3日，立法局首席華人非官守議員劉鑄伯逝世，終年54歲。
- 5月8日，深水灣南灣海面發現一具只有上半身男屍。
- 5月14日，首間由華人創辦的香港電影公司「民新製造影畫片」成立，黎民偉任總經理。[1]
- 5月15日，
  - 一名男子於油麻地新填地街十五號被刺。
  - 賣花人江新年在中環郭士笠街三號門口，被人由背後連開三槍，送院搶救後不治。
- 5月19日，輪船工人罷工。

### 6月
- 嘉華儲蓄銀行由廣州遷港。
- 6月14日，怡和洋行職員參加歐戰紀念碑揭幕。
- 6月14日，港督司徒拔因公事離港，由輔政司施勳署任。
- 6月23日，香港首名立法局華人議員伍廷芳在廣州病逝[3]，終年79歲。

### 8月
- 8月10日，中華民國非常大總統孫中山經香港赴上海。

### 10月
- 10月，京劇名伶梅蘭芳南下過港，在太平戲院義演3日以賑濟潮汕風災。[1]

### 11月
- 11月9日，愛因斯坦訪港。[4]
- 11月18日，司徒拔結束外務返港。
- 11月19日，省港澳輪瑞安號遇劫。

### 12月
- 12月28日，立法局通過《禁婢新例草案》。

## 逝世人物
- 2月24日，伊利士·嘉道理（英语：Ellis Kadoorie），猶太裔富商。